# Русановка (Харьковская область)
Русановка (укр. Русанівка) — село,
Кисловский сельский совет,
Купянский район,
Харьковская область, Украина.
Код КОАТУУ — 6323782504. На карте 1977 года указано население 0,01 тыс. человек.
Село ликвидировано в 1987 году.

## Географическое положение
Село Русановка примыкала к селу Табаевка, рядом протекал пересыхающий ручей с запрудой.
На расстоянии в 2 км находится железнодорожная станция Минутка.
Рядом проходит автомобильная дорога Р-07.